# Mycalesis sanatana
Mycalesis sanatana är en fjärilsart som beskrevs av Moore 1857. Mycalesis sanatana ingår i släktet Mycalesis och familjen praktfjärilar. Inga underarter finns listade i Catalogue of Life.